# Valgerður Gunnarsdóttir

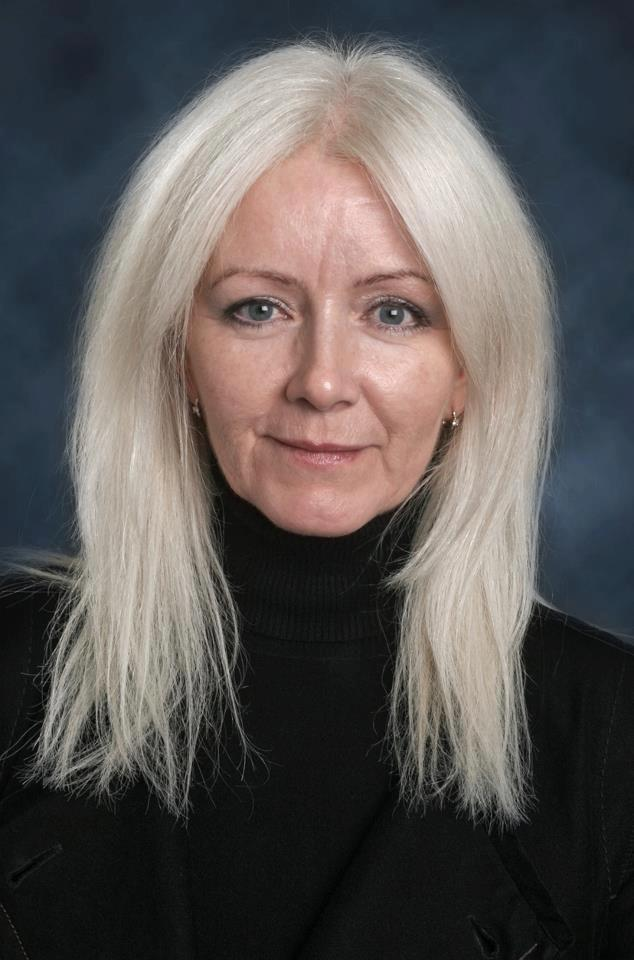
Valgerður Gunnarsdóttir 2009

Valgerður Gunnarsdóttir  (* 17. Juli 1955 in Dalvík) ist eine isländische Politikerin (Unabhängigkeitspartei).
Valgerður hat einen Bachelor in Isländischen Studien und allgemeiner Literaturwissenschaft von der Universität Island (1982), einen Abschluss in Didaktik und Pädagogik der Universität Akureyri (1996) und schloss eine Weiterbildung im schulischen Verwaltungswesen ab. Sie war unter anderem an der weiterführenden Schule von Húsavík tätig und war von 1999 bis 2013 Direktorin des Internats Framhaldsskólinn á Laugum in Laugar, Þingeyjarsveit. Von 1986 bis 1998 gehörte sie dem Stadtrat der damaligen Stadtgemeinde Húsavík an, von 1994 bis 1996 war sie Stadtratsvorsitzende.
Seit der isländischen Parlamentswahl vom 27. April 2013 war Valgerður Abgeordnete des isländischen Parlaments Althing für den Nordöstlichen Wahlkreis. Sie stand in der Vizepräsidentschaft des Parlaments zuletzt an vierter Stelle (4. varaforseti) und war Mitglied der isländischen Delegation im Nordischen Rat (2017 Vorsitzende der Delegation) sowie 2016 der isländischen Delegation in der Parlamentarischen Versammlung des Europarates. Bei der Parlamentswahl vom 28. Oktober 2017 verlor sie ihren Sitz im Althing.